# Fuat Schakirowitsch Mansurow

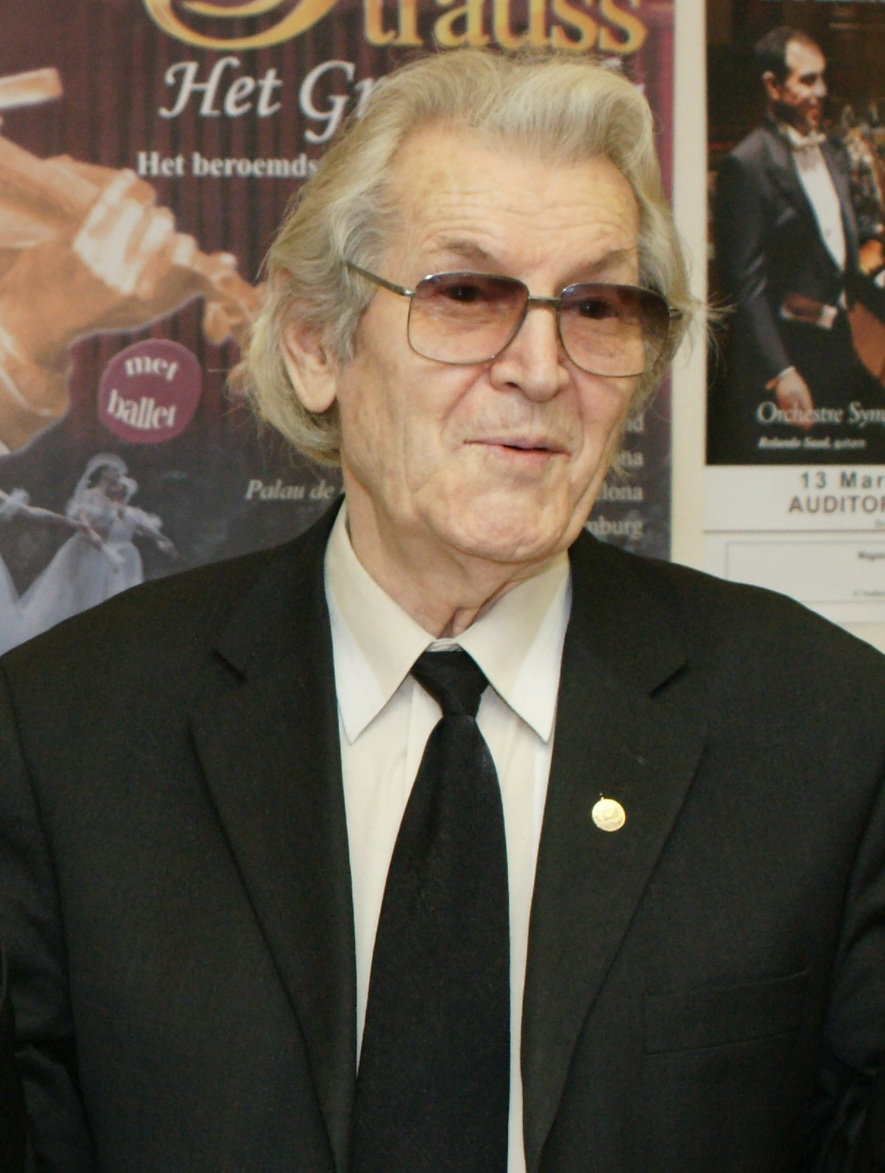
Fuat Mansurow (2008)

Fuat Mansurow (russisch Мансуров, Фуат Шакирович, tatarisch Фоат Шакир улы Мансуров Foat Şakir ulı Mansurov; * 10. Januar 1928 in Alma-Ata, damals UdSSR; † 11. Juni 2010 in Moskau) war ein sowjetischer Dirigent.

## Leben und Wirken
Während seiner Schulzeit an einer musikalisch-technischen Schule lernte Mansurow sieben Jahre lang Violoncello. 1950 beendete er sein Studium an der Fakultät für Mathematik und Physik der Staatlichen Universität Alma-Ata (Kazakh State University). 1951 erwarb er sein Musikerdiplom am Kurmangazy-Konservatorium Alma-Ata, heute Kasachisches Nationales Kurmangazy-Konservatorium. Dort hatte er in der Abteilung für Oper und Symphonisches Dirigieren in der Klasse von Professor Issidor Sak studiert. Weitere Studien als Postgraduierter führten Mansurow zu Professor Leo Ginsburg an das Tschaikowski-Konservatorium nach Moskau und zu dem international renommierten Dirigenten und Musikprofessor Igor Markevitch an das Conservatoire de Paris.
Von 1953 bis 1956 war Mansurow als Dirigent am Staatlichen Akademischen Theater für Oper und Ballett Alma-Ata (Kazakh Abay Theatre of Opera and Ballet), dem damaligen Opernhaus von Alma-Ata, engagiert. 1957 gewann er den Ersten Preis beim 6. Welt-Jugendmusikfestival in Moskau. 1958 wurde er mit dem Titel „Hervorragender Künstler der Kasachischen Sozialistischen Sowjetrepublik (SSR)“ ausgezeichnet („Honored Artist of the Kazakh Soviet Socialist Republic“). 1958 wurde er Chefdirigent des neugegründeten Staatlichen Rundfunksymphonie-Orchesters der Kasachischen Volksrepublik (Kazakh SSR State Symphony Orchestra). Von 1963 bis 1967 war er Chefdirigent des Staatlichen Akademischen Theaters für Oper und Ballett (Kazakh Abay Theatre of Opera and Ballet) in Alma-Ata. Gleichzeitig leitete er ab 1963 das Opern- und Symphonieorchester des Moskauer Konservatoriums. Ab 1967 dirigierte Mansurow regelmäßig auch in Kasan. Von 1968 bis 1970 war er dort Chefdirigent am Staatlichen Tatarischen Musa Dshalil Opern- und Ballett-Theater (Tatar Musa Djalil Academic State Theatre of Opera and Ballet).
Ab 1969 war Mansurow dann Dirigent am Moskauer Bolschoi-Theater. Dort dirigierte er unter anderem die Opernpremieren von Semjon Kotko von Sergei Prokofjew (1970), Il trovatore (1972), Russalka von Alexander Dargomyschski (1976), L’heure espagnole (1978) und mehrere Ballettpremieren.
1971 gewann er als Dirigent mit Orchester des Moskauer Konservatoriums den Ersten Preis beim Herbert-von-Karajan-Wettbewerb in West-Berlin. 1975 erhielt er den Titel „Volkskünstler der Republik Tatarstan“. Seit 1989 war er Chefdirigent des Staatlichen Tatarischen Symphonie-Orchesters (Tartar State Symphony Orchestra). Dort dirigierte er von 1991 bis 1993 mehrere Konzertprogramme, hauptsächlich Symphoniemusik. 1994 wurde er für seine künstlerischen Verdienste mit dem Gabdullah-Tukay-Preis, dem höchsten Staatspreis der Republik Tatarstan, ausgezeichnet.
Seit 1980 war Mansurow Professor am Moskauer Konservatorium, seit 1986 auch am Konservatorium von Kasan. In seiner Dissertation entwickelte Mansurow neue Methoden für die Ausbildung und die Eingliederung junger Musiker in ein Symphonieorchester. 1997 wählte die russische Sektion des International Council of Scientific Development Mansurow zum Mitglied in der International Academy of Sciences. 1998 wurde er zum Volkskünstler der Russischen Föderation ernannt. 2004 wurde er Ehrenmitglied der Akademie der Wissenschaften der Republik Tatarstan. 2005 erhielt er den Orden der Freundschaft.

## Repertoire
Zu seinem Repertoire als Dirigent gehörten: die Opern Der Barbier von Sevilla, La damnation de Faust, Margarethe, Madama Butterfly, Mazeppa, Ein Sommernachtstraum, Carmen, Tosca, Jolanthe, Fürst Igor, Der steinerne Gast von Alexander Dargomyschski, Ein Leben für den Zaren, Tote Seelen von Rodion Konstantinowitsch Schtschedrin, Pique Dame, Iphigenie in Aulis und die Ballette: Schwanensee, Spartakus von Aram Chatschaturjan, Don Quixote, Romeo und Julia und Die Fontäne von Bachtschissarai von Boris Wladimirowitsch Assafjew.
Mansurow dirigierte auch verschiedene Opern- und Ballettproduktionen im Ausland: Tosca, Eugen Onegin und Vincent von Einojuhani Rautavaara in Helsinki, Pique Dame in Buenos Aires, Istanbul and Ljubljana, Norma und La Bohème in Zagreb, Ein Leben für den Zaren in Ljubljana sowie Der Nussknacker in Helsinki, Dornröschen in Zagreb, Schwanensee in Ljubljana und Romeo und Julia bei den Festspielen in Savonlinna. Gastspiele führten Mansurow außerdem in die USA, nach Frankreich, Brasilien, Südkorea, Griechenland, Deutschland, in die Tschechoslowakei, nach Ungarn und Australien.
Fuat Mansurow nahm zahlreiche Werke, schwerpunktmäßig der Russischen Musik, auch für die Schallplatte auf. Als herausragend gilt dabei seine Produktion der Oper Die Zarenbraut von Nikolai Rimski-Korsakow von 1974 mit Irina Archipowa, Galina Wischnewskaja, Wladimir Atlantow, Wladimir Valaitis und Jewgenij Nesterenko.